# إد هاريس
إد هاريس (بالإنجليزية: Ed Harris)‏ ممثل أمريكي من مواليد 28 نوفمبر 1950 في نيويورك، رُشح لجائزة الأوسكار وحصل على جائزة الإيمي 1999 كأفضل ممثل مساند عن دوره في فيلم ذا ترومان شو، كما حصل على جائزة نقابة ممثلي الشاشة 1995 كأفضل ممثل مساند عن فيلم أبولو 13.

## السيرة الشخصية
ادوارد الآن هاريس ولد في نيوجرسي في 28 نوفمبر 1950 بعد تخرجه من الثانوية إنتقل إلى نيويورك للدراسة في جامعة كولومبيا. بدأ اهتمامه بالمسرح والتمثيل يظهر أثناء دراسته مما جعله ينتقل إلى جامعة أوكلاهوما للدراسة بقسم المسرح ودرس الفنون الجميله بمعهد كاليفورنيا للفنون.

## السيرة الفنية
بدأ حياته الفنية في التمثيل في المسرح وبعض الحلقات التلفزيونية، كان أول ظهور له في الأفلام من خلال دور صغير في فيلم الغيبوبة عام 1978، بعدها بسنتين ظهر في أول دور رئيسي في مسيرته بجانب تشارلز برونسون في فيلم الحركة الحدود. في 1981 قدم له المخرج جورج روميرو دور البطولة في Knightriders وبعدها ظهر بدور بسيط في فيلم الرعب Creepshow لنفس المخرج. في عام 1983 برز صيته عندما مثل شخصية رائد الفضاء جون غلين في فيلم الرجال الحقيقيون حيث شاركه البطولة سكوت جلين وسام شيبارد. في نفس العام اشترك في الفيلم الدرامي Under Fire الذي يحكي عن نظام سوموزا في نيكاراغوا والورطات التي يقع فيها الصحفيين ومراسلي الاخبار.

## قائمة الأعمال
- عقل جميل
- رحلت الطفلة رحلت
- الصخرة
- العدو على الأبواب
- أماكن في القلب
- طريق العودة
- تغيير اللعبة
- الساعات
- الرجال الحقيقيون
- أبولو 13
- بولوك
- فيرجينيا
- رجل على حافة
- الركض طيلة الليل
- عامل نظافة
- السلطة المطلقة
- ماء حلو
- وست وورلد
- سايمبيلاين

## الترشيحات والجوائز

### الأوسكار
- ترشيح أفضل ممثل مساعد عام 1996 عن فيلم Apollo 13
- ترشيح أفضل ممثل مساعد عام 1999 عن فيلم The Truman Show
- ترشيح أفضل ممثل رئيسى عام 2001 عن فيلم Pollock
- ترشيح أفضل ممثل مساعد عام 2003 عن فيلم The Hours

### غولدن غلوب
- أفضل ممثل مساعد عام 1990 عن فيلم Jacknife
- أفضل ممثل مساعد عام 1996 عن فيلم Apollo 13
- أفضل ممثل مساعد عام 1999 عن فيلم The Truman Show وفاز بها
- أفضل ممثل مساعد عام 2003 عن فيلم The Hours
- أفضل ممثل عام 2006 في مسلسل قصير أو فيلم تليفزيونى عن مسلسل Empire Falls

## روابط خارجية
- إد هاريس على موقع IMDb (الإنجليزية)
- إد هاريس على موقع الموسوعة البريطانية (الإنجليزية)
- إد هاريس على موقع روتن توميتوز (الإنجليزية)
- إد هاريس على موقع مونزينجر (الألمانية)
- إد هاريس على موقع ألو سيني (الفرنسية)
- إد هاريس على موقع ميوزك برينز (الإنجليزية)
- إد هاريس على موقع تيرنر كلاسيك موفيز (الإنجليزية)
- إد هاريس على موقع أول موفي (الإنجليزية)
- إد هاريس على موقع بوكس أوفيس موجو (الإنجليزية)
- إد هاريس على موقع قاعدة بيانات برودواي على الإنترنت (الإنجليزية)